# Fronto von Périgueux

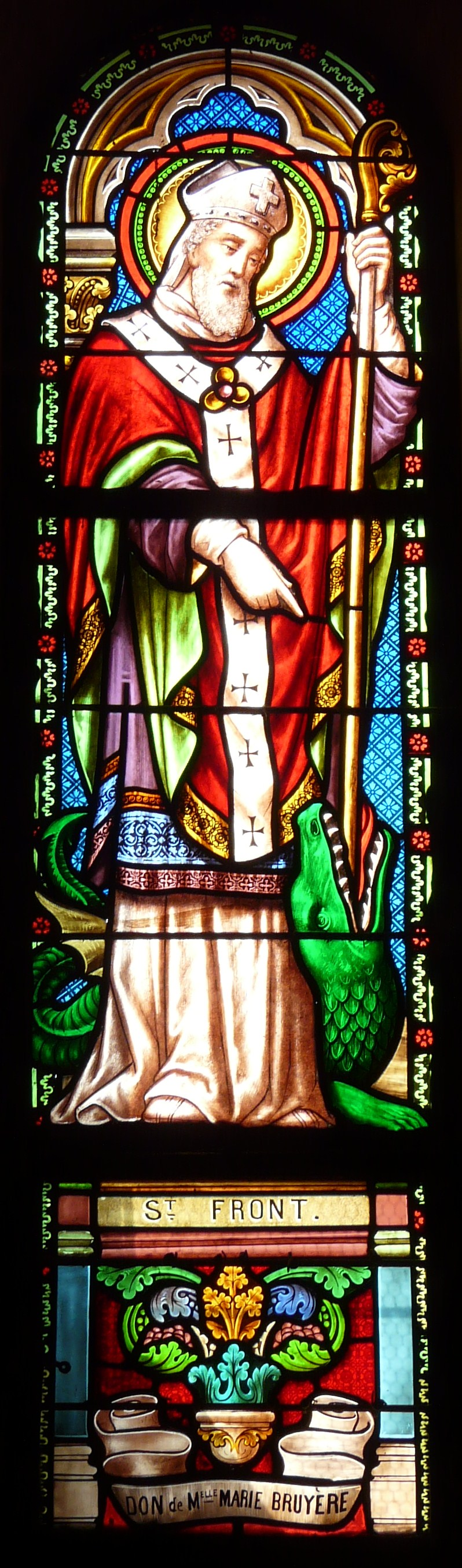
Hl. Fronto in der Kirche von Saint-Germain-de-Belvès

Fronto von Périgueux (lateinisch Frontus, französisch Saint Front; † um 100 in Périgueux?) war der legendäre erste Bischof von Périgueux und gilt der römisch-katholischen Kirche als Heiliger; sein Festtag ist der 25. Oktober.

## Vita
Erstmals erwähnt wird Fronto in der zeitgenössischen Schilderung des Lebens des Heiligen Gaugerich von Cambrais, der um das Jahr 600 in Périgueux an Frontos Grab gebetet haben soll. Die Vita des Fronto selbst ist völlig unbekannt. Sämtliche Lebensläufe, die seit dem 8. Jahrhundert entstanden, sind mehr oder weniger bearbeitete Übernahmen aus anderen Heiligenviten, namentlich des Fronto von Nitria und später der Martha von Bethanien sowie der Martha von Limoges. Die häufig anzutreffende Angabe des Geburtsorts Lanquais ist nicht gesichert und wahrscheinlich mehr traditionell als faktisch.
Fronto wird in der Überlieferung als einsiedlerisch lebender Anhänger des Petrus geschildert, der von diesem zum Bischof geweiht und in Begleitung des Priesters Georg von Rom nach Gallien geschickt wurde. Als Georg der Heiligenlegende zufolge auf der Reise umkam, erhielt Fronto von Petrus einen Stab, mit dessen Hilfe Georg erweckt wurde und Périgueux missioniert werden konnte. Zugeschrieben werden Fronto außerdem eine Bilokation während der Totenfeier der Heiligen Martha von Bethanien und die Zerstörung einer Statue des Gottes Mars in Périgueux.

## Verehrung
Die Verehrung Frontos im Raum Périgueux reicht weit zurück. Zu Beginn des 9. Jahrhunderts wird Frontos Name im anonymen Lyoner Martyrologium genannt. Mehrere mittelalterliche Kirchen in Aquitanien sind ihm geweiht und einige Orte tragen seinen Namen. In den Jahren 1261 und 1463 wurden seine Reliquien beglaubigt, die dann jedoch im Jahr 1575 durch Protestanten weitgehend zerstört wurden.

## Darstellung
Mittelalterliche Darstellungen Frontos sind nicht bekannt. Auf zahlreichen neuzeitlichen Malereien, Reliefs oder Glasfenstern erscheint er im Bischofsornat, manchmal auch als Drachentöter.